# Garcia nutans
Garcia nutans là một loài thực vật thuộc họ Euphorbiaceae. Đây là loài đặc hữu của Colombia.